# Kordunaška buna
Kordunaška buna (naziv u Hrvatskoj) odnosno Cazinska buna (naziv izvan Hrvatske), prva prava buna u Titovoj Jugoslaviji protiv novog socijalističkog uređenja. Izbila je 6. svibnja 1950. godine. Seljaci su se opirali nasilnoj kolektivizaciji  i pobunili protiv nepravednih i agresivnih metoda otkupa poljoprivrednih proizvoda od strane tadašnje vlasti, s obzirom na to da se radilo o sušnoj godini. Broj sudionika pobune kreće se oko 720. Oružana pobuna izbila je u tadašnjim kotarima Cazin, Velika Kladuša i Slunj. Pobunili su se muslimani, ali i Srbi i Hrvati na granici Cazinske krajine u BiH i Korduna u Hrvatskoj. Ugušila ju je u krvi milicija i vojska sljedećeg dana. Vlasti su godinama bunu držale državnom tajnom.
15 sudionika osuđeno na smrt strijeljanjem. Desetci ostalih osuđeni su na zatvorske kazne i kazne prisilnog društveno korisnog rada. 115 obitelji s oko 700 članova osuđeno je na kolektivnu kaznu prisilnog preseljenja na područje općine Srbac.
U svezi s bunom se dovodi politički pad Stanka Opačića Čanice.
Ljudi ovog kraja dugo poslije bune su se nosili s posljedicama bune. Mnoštvo je tragičnih pripovijesti iz bune i desetljeća poslije, jer se o njima desetljećima šuti.
Na temu bune Dževad Sabljaković objavio je 1985. roman Omaha 1950. Prvo je književno djelo koje se dotaklo teškog događaja Roman je otkrio mnoge nejasnoće u bližoj povijesti Cazinjana. Prvo izdanje postalo je prava rijetkost u bibliotekama i privatnim zbirkama, a drugo izdanje dočekalo je tek 2015. godine.
2012. godine povodom obilježavanja 62. obljetnice bune RTV Cazin je pod pokroviteljstvom općine Cazina snimila dokumentarni film Cazinska buna - neispričana priča. Film je kratak presjek svibanjskih događaja 1950. godine. Skreće pozornost na mučna ubojstva ljudi.

## Vanjske poveznice
- YouTube Krajiške nezavisne sedmične novine ReprezenT: Cazinska buna 1950